# Dynamine mylitta
Dynamine mylitta is een vlinder uit de familie Nymphalidae. De wetenschappelijke naam van de soort is voor het eerst geldig gepubliceerd in 1782 door Pieter Cramer.

## Verspreiding en leefgebied
Deze vlindersoort komt voor van Mexico tot ver in Zuid-Amerika.

## Leefwijze
Beide geslachten bezoeken bloemen uit de familie Nymphalidae. Ook drinken ze sappen uit mest van zoogdieren.

## Waardplanten
De waardplanten behoren tot de familie Nymphalidae.